# Donald Greene
Pour les articles homonymes, voir Greene.
 (décembre 2016).
Donald Johnson Greene, né le 21 novembre 1914 à Moose Jaw (Saskatchewan, Canada) et mort en 1997, est un critique littéraire, professeur d'anglais et universitaire spécialiste de la littérature britannique, en particulier celle du XVIIIe siècle. Il est surtout connu pour ses travaux sur Samuel Johnson, et a aussi beaucoup étudié des auteurs plus récents, comme Jane Austen, Evelyn Waugh, Graham Greene et Donald Davie.

## Œuvres
- Johnsonian studies, 1887-1950: a survey and bibliography (avec James Clifford). Minneapolis, University of Minnesota Press, 1951.
- The politics of Samuel Johnson. New Haven, Yale University Press, 1960.
- Samuel Johnson: A Collection of Critical Essays (Twentieth Century Views series). Englewood Cliffs, N.J., Prentice-Hal1, 1965.
- The age of exuberance; backgrounds to eighteenth-century English literature. New York, Random House, 1970.
- Samuel Johnson (Twayne's English Authors Series). New York, Twayne Publishers, 1970.
- Samuel Johnson; a survey and bibliography of critical studies (avec James Clifford). Minneapolis, University of Minnesota Press, 1970.
- Samuel Johnson's library: an annotated guide. Victoria, University of Victoria, 1975.
- Political writings (volume 10 de la série Complete Works of Samuel Johnson). New Haven, Yale University Press, 1977.
- Samuel Johnson; a collection of critical essays. Charlottesville, University Press of Virginia, 1984.
- Greene centennial studies : essays presented to Donald Greene in the centennial year of the University of Southern California (avec Paul Korshin et Robert Allen). Charlottesville, University Press of Virginia, 1984.
- Samuel Johnson (Oxford Authors). New York, Oxford University Press, 1984.
- A bibliography of Johnsonian studies, 1970-1985. Victoria, University of Victoria, 1987.
- Samuel Johnson: Updated Edition (Twayne's English Authors Series). Boston, Twayne Publishers, 1989.
- Samuel Johnson: The major works (Oxford World Classics). Oxford, Oxford University Press, 2000.